# Marcia Garbey
Marcia Alejandra Garbey Momtell (ur. 9 lutego 1949 w Santiago de Cuba, zm. 1 stycznia 2024 tamże) – kubańska lekkoatletka, specjalistka skoku w dal, medalistka igrzysk panamerykańskich, dwukrotna olimpijka.

## Kariera sportowa
Zdobyła brązowy medal w skoku w dal na igrzyskach Ameryki Środkowej i Karaibów w 1966 w San Juan. Zwyciężyła w skoku wzwyż i zdobyła srebrny medal w skoku w dal na mistrzostwach Ameryki Środkowej i Karaibów w 1967 w Xalapa-Enríquez.
Zwyciężyła w sztafecie 4 × 100 metrów (w składzie: Garbey, Cristina Echeverría, Violeta Quesada i Miguelina Cobián) oraz zajęła 6. miejsce w skoku w dal na igrzyskach panamerykańskich w 1967 w Winnipeg. Odpadła w kwalifikacjach skoku w dal na igrzyskach olimpijskich w 1968 w Meksyku.
Zdobyła srebrny medal w skoku w dal na mistrzostwach Ameryki Środkowej i Karaibów w 1969 w Hawanie. Zwyciężyła w tej konkurencji oraz zdobyła srebrny medal w pięcioboju na igrzyskach Ameryki Środkowej i Karaibów w 1970 w Panamie. Na mistrzostwach Ameryki Środkowej i Karaibów w 1971 w Kingston zdobyła srebrny medal w skoku w dal i brązowy w pięcioboju. Zajęła 7. miejsce w skoku w dal i nie ukończyła pięcioboju na igrzyskach panamerykańskich w 1971 w Cali. 
Zajęła 4. miejsce w skoku w dal na igrzyskach olimpijskich w 1972 w Monachium. Zwyciężyła w tej konkurencji na mistrzostwach Ameryki Środkowej i Karaibów w 1973 w Maracaibo i na igrzyskach Ameryki Środkowej i Karaibów w 1974 w Santo Domingo. Na igrzyskach panamerykańskich w 1975 w Meksyku zajęła 5. miejsce w skoku w dal.
Zwyciężyła w skoku w dal w mistrzostwach Polski w 1972, które były rozgrywane w obsadzie międzynarodowej.
Pięciokrotnie poprawiała rekord Kuby w skoku w dal do rezultatu 6,62 m, uzyskanego 5 września 1975 w Hawanie i czterokrotnie w sztafecie 4 × 100 metrów do czasu 44,6 s (5 sierpnia 1967 w Winnipeg).